# Canavalia galeata
Canavalia galeata är en ärtväxtart som beskrevs av Charles Gaudichaud-Beaupré. Canavalia galeata ingår i släktet Canavalia och familjen ärtväxter. Inga underarter finns listade i Catalogue of Life.